# Рамович, Сеад
Сеад Рамович (босн. Sead Ramović; 14 марта 1979, Штутгарт, ФРГ) — боснийский футболист, вратарь. Рамович также имеет немецкое гражданство. Сейчас работает тренером в ЮАР.

## Биография

### Клубная карьера

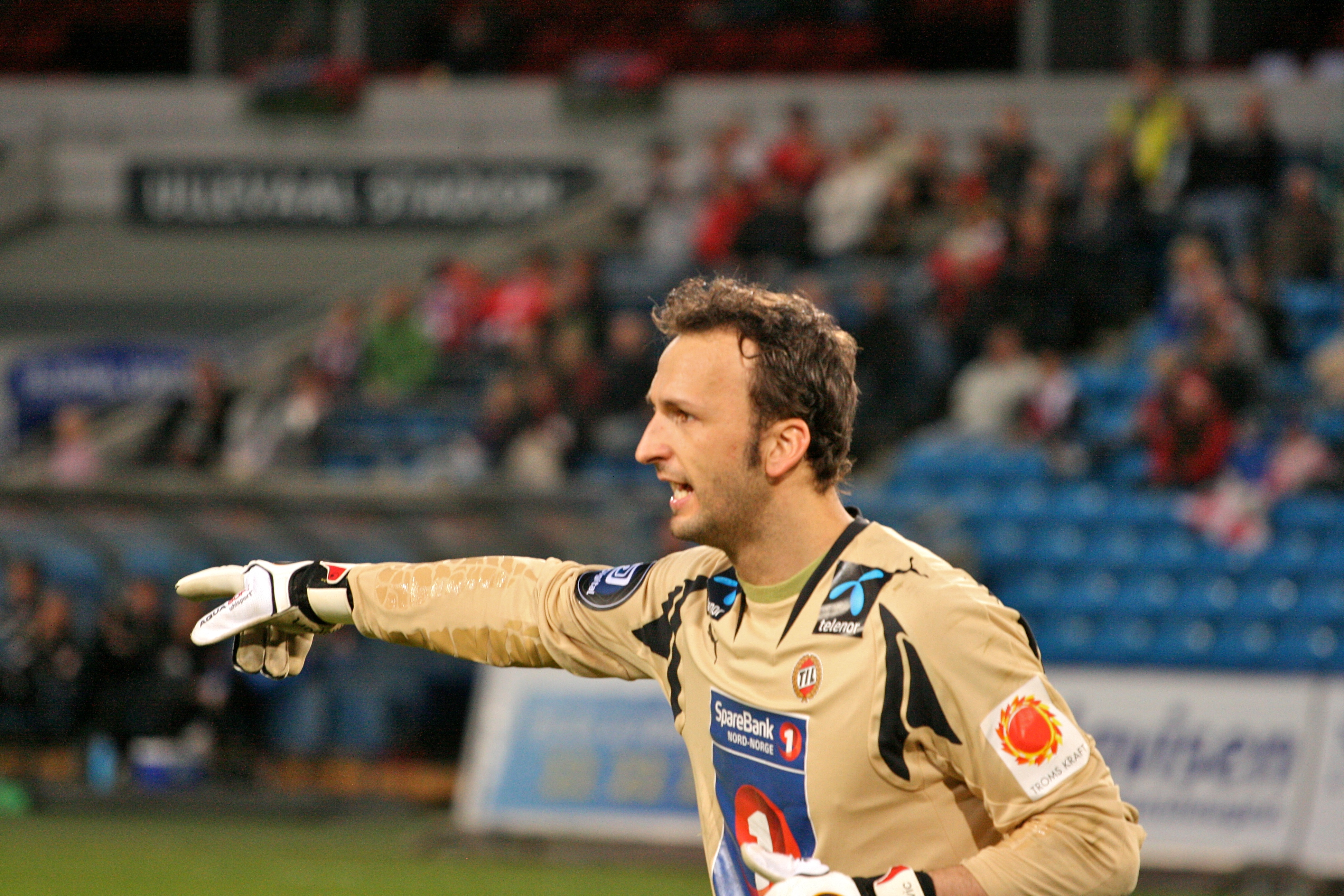
В игре за «Тромсё» в 2009 году

Выступал за молодёжную команду «Фейербах». С 1999 года по 2001 год выступал за клуб «Штутгартер Кикерс», в команде провёл 34 матча и пропустил 44 мяча во Второй Бундеслиге. В сезоне 1999/00 «Штутгартер Кикерс» дошёл до полуфинала Кубка Германии, где проиграл «Вердеру» (2:1).
Летом 2001 года перешёл в «Вольфсбург». 30 марта 2002 года дебютировал в Бундеслиге в выездном матче против «Нюрнберга» (3:0), Рамович в этом матче пропустил три гола от Пауло Ринка, Яцека Кшинувека и Луи Гомиса. Сеад был запасным вратарём в команде, уступав место в основе вратарям Клаусу Райтмайеру и Симону Йенцшу. Всего за «Вольфсбург» он выступал на протяжении трёх лет и сыграл 15 матчей в которых пропустил 29 голов.
Затем Рамович находился в составе мёнхенгладбахской «Боруссии», но в составе команды так и не сыграл. В сезоне 2005/06 провёл на правах аренды в «Кикерсе» из города Оффенбах, за команду он сыграл 21 матч и пропустил 46 мячей.
Летом 2006 года перешёл в норвежский «Тромсё». В 2008 вместе с командой стал бронзовым призёром чемпионата Норвегии, тогда команда уступила только «Фредрикстаду» и «Стабеку». Летом 2009 года «Тромсё» участвовало в квалификации Лиги Европы, по ходу турнира клуб обыграл минское «Динамо» и хорватский «Славен Белупо», но уступил «Атлетику Бильбао». Рамович в еврокубках провёл 4 матча. Всего за «Тромсё» он провёл 67 матчей и пропустил 71 мяч в чемпионате Норвегии.
Летом 2010 года перешёл в турецкий «Сивасспор». Зимой 2011 года перешёл в полугодичную аренду в запорожский «Металлург», в команде он получил 16 номер. На момент прихода в клуб, «Металлург» занимал последнее 16 место в Премьер-лиге Украины. 4 марта 2011 года дебютировал в составе команды в домашнем матче против мариупольского «Ильичёвца» (0:4), в этом матче он пропустил 4 гола. По итогам сезона 2010/11 «Металлург» занял последнее 16 место и вылетел в Первую лигу Украины. В том сезоне Рамович провёл 2 матчей и пропустил 6 мячей в чемпионате. Рамович уступил место в основе Дмитрию Безотосному и Виталию Руденко.

### Карьера в сборной
Провёл 1 матч за национальную сборную Боснии и Герцеговины.

## Достижения
- Бронзовый призёр чемпионата Норвегии: 2008